# Sudáfrica en los Juegos Olímpicos de Barcelona 1992
Sudáfrica estuvo representada en los Juegos Olímpicos de Barcelona 1992 por un total de 93 deportistas que compitieron en 19 deportes. Esta edición representó el regreso de Sudáfrica a los Juegos después de una ausencia de 32 años debida al régimen de apartheid.
El portador de la bandera en la ceremonia de apertura fue el atleta Jan Tau.

## Medallistas
El equipo olímpico sudafricano obtuvo las siguientes medallas:
| Nombre                     | Deporte   | Competición |
| -------------------------- | --------- | ----------- |
| Oro                        |           |             |
| —                          |           |             |
| Plata                      |           |             |
| Elana Meyer                | Atletismo | 10 000 m F  |
| Wayne Ferreira Piet Norval | Tenis     | Dobles M    |
| Bronce                     |           |             |
| —                          |           |             |